# Trimezia fosteriana
Espèce
Trimezia fosteriana est une espèce de plantes bulbeuses de la famille des Iridaceae. En raison de l'aspect esthétique de ses feuilles et ses fleurs jaunes exubérantes et délicates, elle est largement utilisée dans les villes à des fins ornementales et de jardinage, en Amérique du Sud. Cette espèce est facilement confondue avec Neomarica longifolia, en raison de la ressemblance de ses fleurs jaunes. Cependant, Neomarica est distincte de Trimezia  par la présence d'une tige à fleurs foliée et de section circulaire et non pas aplatie comme c'est le cas chez Neomarica. Les analyses génétiques effectuées récemment ne confirment pas la séparation entre les deux genres.

## Distribution
Native du Venezuela et des Caraïbes, cette espèce est largement cultivée à travers le monde, en raison de sa relative tolérance au froid, bien que d'origine tropicale.